# Ruelle Tourtchaninov
La ruelle Tourtchaninov (Турчани́нов переу́лок) est une voie du centre historique de Moscou.

## Situation et accès
Elle est située dans le raïon Khamovniki et commence quai de la Purification  (Pretchistenskaïa) et va vers le nord-ouest rue Ostojenka qui croise la ruelle de Kropotine.

## Origine du nom
Elle porte le nom d'un propriétaire; le lieutenant Tourtchaninov.

## Historique
Au XVIIIe siècle elle s'appelait la « ruelle des Écuries » (Конюшенный переулок) par son emplacement près des écuries d'État, puis elle s'est appelée « ruelle Tourtchaninovski ». 
À la fin du XVIIIe siècle et au début du XIXe siècle, elle s'est appelée la « 3e ruelle d'Ouchakov » d'après un propriétaire terrien plus important, le général Ouchakov, ainsi que trois autres voies. 
En 1992, pour éviter les confusions, ces rues sont renommées : 
- la « 1re ruelle d'Ouchakov » est devenue la ruelle de Korobeïnikov ;
- la « 2e ruelle d'Ouchakov » est devenue la ruelle Jilkov et
- la « 3e ruelle d'Ouchakov », la « ruelle Tourtchaninov »

## Bâtiments remarquables et lieux de mémoire
Côté impair
- № 1/3 — café «Tchaïka» (La Mouette);
- № 3, bât. 1 — école sportive enfantine «Tchaïka» (mini-golf, piscine, tennis); piscine Tchaïka;

Côté pair
- № 2 — maison paroissiale de la paroisse d'Ostojenka des vieux-croyants. Cette maison de bois a été construite en 1905 selon la commande de Pavel Riabouchinski, comme église privée sous le vocable de l'Intercession-de-la-Mère-de-Dieu. Lorsque l'église du n°4 a été construite, cette maison est devenue la maison paroissiale de cette église. Après la révolution d'Octobre, cette maison de bois a été partagée en appartements communautaires. Elle est retournée aujourd'hui aux vieux-croyants pour en faire leur maison paroissiale[1];
- № 4, bât. 1 — église de l'Intercession-de-la-Mère-de-Dieu d'Ostojenka (1911, architectes Vladimir Adamovitch et Vladimir Maïat);
- № 6 — Centre national républicain du folklore russe; journal Narodnoïe tvortchestvo (Création populaire).

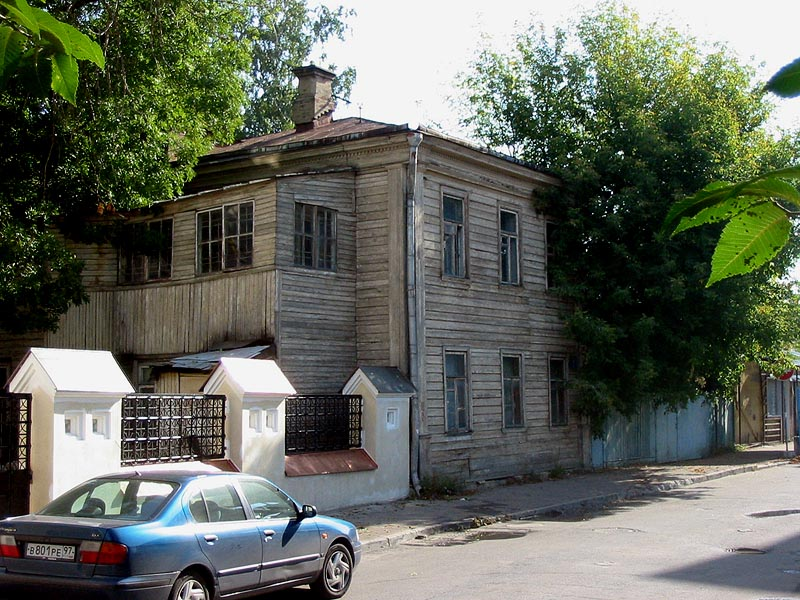
Maison paroissiale de l'église des Vieux-Croyants d'Ostojenka (n° 2).
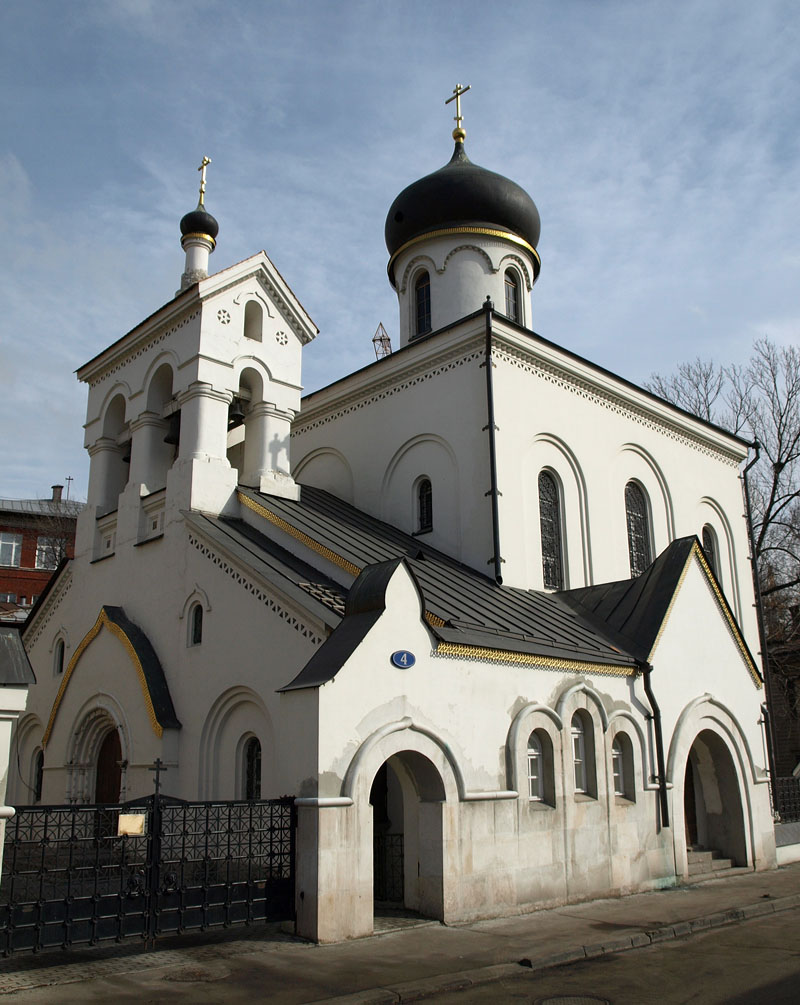
Église de l'Intercession-de-la-Mère-de-Dieu (n° 4, bât. 2).
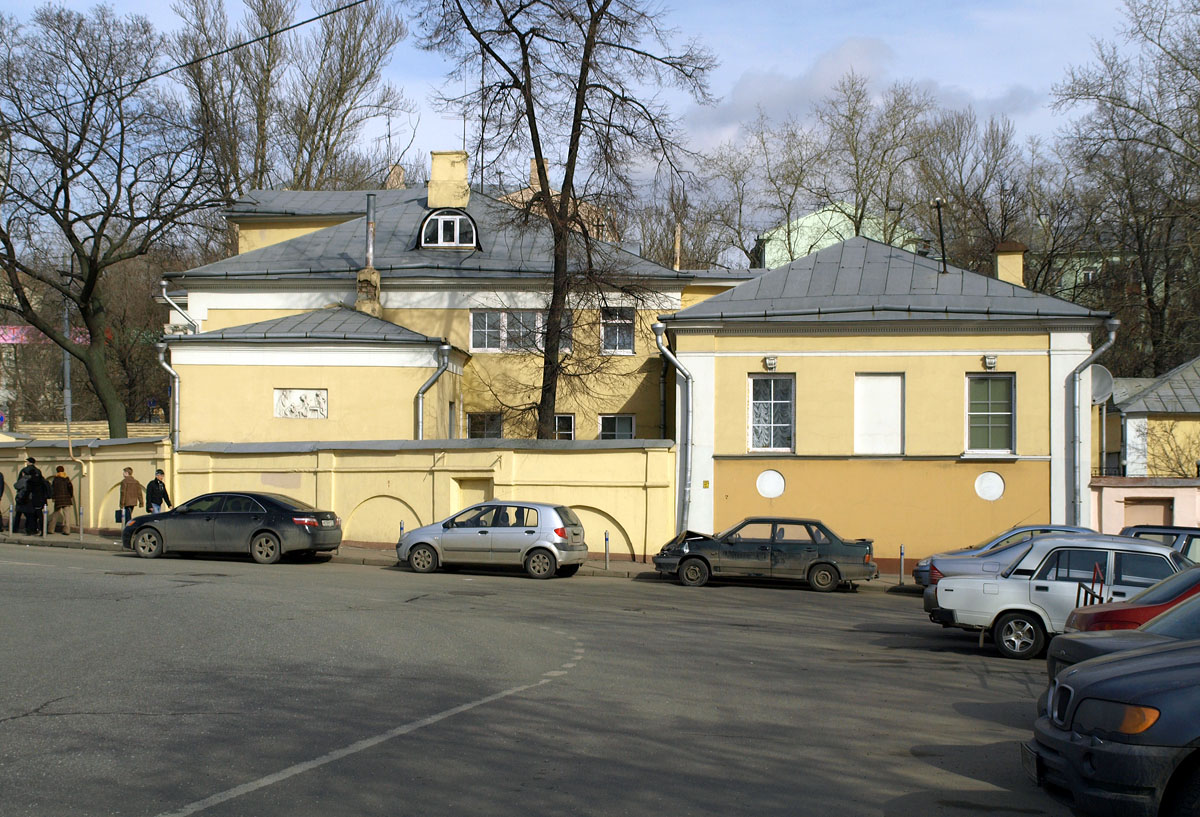
Maison n° 8 à l'angle de la rue Ostojenka.